# Anthea Stewart
Anthea Stewart (Blantyre, 20 novembre 1944) è un'ex hockeista su prato zimbabwese, medaglia d'oro ai Giochi olimpici di Mosca 1980.
Stewart è nata nel 1944 a Blantyre nel Nyasaland, l'odierno Malawi.
Nel 1980, partecipò alle Olimpiadi di Mosca conquistando la medaglia d'oro. Lo Zimbabwe originariamente non si era qualificato per i giochi, ma il boicottaggio di tutte le nazionali qualificate ad eccezione delle padrone di casa fece sì che il CIO le ripescasse a poche settimane dall'inizio del torneo.
La Stewart è la madre di Evan Stewart, tuffatore campione del mondo nel 1994 nel trampolino da 1 m, che ha a sua volta preso parte a tre edizioni dei giochi olimpici.